# Lazarus-Friedhof

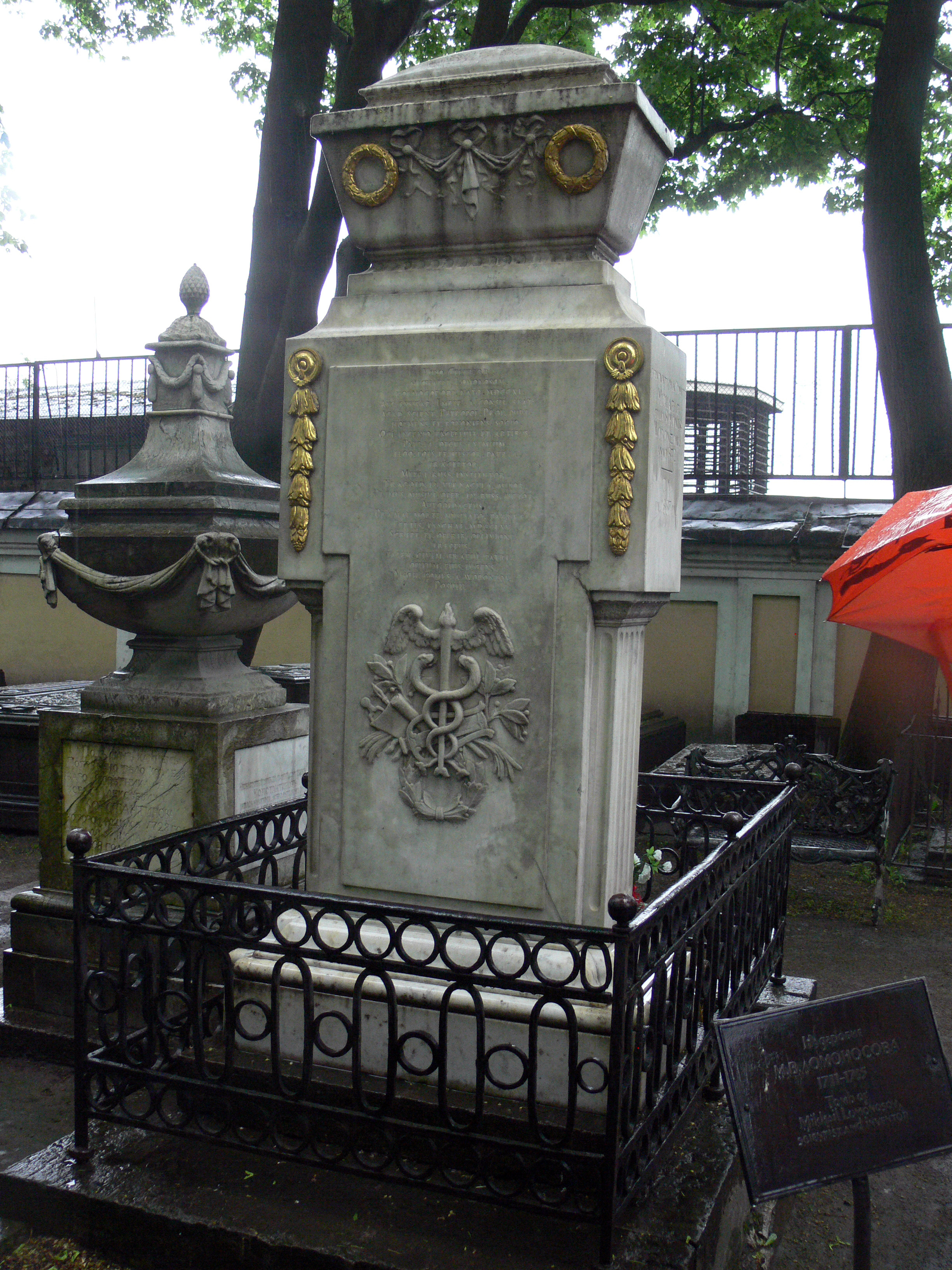
Lomonossow-Grabmal

Der Lazarus-Friedhof (russisch Лазаревское кладбище / Lasarewskoje kladbischtsche; wiss. Transliteration; Lazarevskoe kladbišče), eigentlich: Nekropol XVIII weka / Некрополь XVIII века / Nekropole des 18. Jahrhunderts; (engl. Necropolis of the 18th Century) befindet sich am Alexander-Newski-Kloster in Sankt Petersburg (Russland). Seine Geschichte beginnt 1717. Auf ihm sind zahlreiche Persönlichkeiten der Oberschicht Sankt Petersburgs und des Russischen Reiches begraben. Hier befinden sich die Gräber von Mitarbeitern des Zaren, hohen Staatsbeamten, Wissenschaftlern, Dichtern, Architekten, Ingenieuren und Adelsfamilien. Der Lazarus-Friedhof ist seit 1932 Teil des Staatlichen Skulpturenmuseum der Stadt.
Einige Grabsteine, Grabskulpturen usw. von hohem künstlerischen Wert werden in der Mariä-Verkündigungs-Kirche im Alexander-Newski-Kloster aufbewahrt.

## Auf dem Lazarus-Friedhof begrabene Persönlichkeiten
- Andrei Ignatjewitsch Alattschaninow (1700–1766), Schiffbauer
- Denis Iwanowitsch Fonwisin (1745–1792), Satiriker und Komödiendichter
- Jakow Borissowitsch Knjaschnin (1742–1791), Dichter
- Natalja Nikolajewna Puschkina-Lanskaja (1812–1863), Frau des Dichters Alexander Puschkin
- Alexander Stepanowitsch Lawinski (1776–1844), Politiker
- Juri Fjodorowitsch Lissjanski (1773–1837), Weltumsegler
- Michail Wassiljewitsch Lomonossow (1711–1765), Universalgelehrter
- Carlo Rossi (1775–1849), Architekt
- Boris Petrowitsch Scheremetew (1652–1719), Generalfeldmarschall
- Iwan Jegorowitsch Starow (1745–1808), Architekt
- Leonhard Euler (1707–1783), Mathematiker
- Wassili Petrowitsch Stassow (1769–1848), Architekt
- Sergei Juljewitsch Witte (1849–1915), Ministerpräsident
- Iwan Iwanowitsch Bezkoi (1704–1795), Schulreformer
- Andrei Nikiforowitsch Woronichin (1759–1814), Architekt, Bildhauer und Maler
- Giacomo Quarenghi (1744–1817), italienischer Architekt und Maler
- Jean-François Thomas de Thomon (1760–1813), französischer Architekt
- Feodossi Fjodorowitsch Schtschedrin (1751–1825), Bildhauer
- Michail Iwanowitsch Koslowski (1753–1802), Bildhauer
- Friedrich Beger (1790–1861), Bergbauingenieur
- Sofja Stroganowa (1775–1845), Hofdame, Unternehmerin und Mäzenin